# Pyhäjoki
Pyhäjoki [ˈpyhæjɔki] ist eine Gemeinde in Nordfinnland. Sie liegt rund 100 km südlich der Stadt Oulu an der Mündung des Flusses Pyhäjoki in den Bottnischen Meerbusen.

## Geschichte
Pyhäjoki wurde 1573 auf Geheiß des schwedischen Königs Johann III. gegründet. Das Machtgebiet seines Statthalters umfasste das gesamte Tal des Pyhäjoki bis zur heutigen Stadt Pyhäjärvi. Die politische Gemeinde Pyhäjoki besteht seit 1865.

## Wappen
Beschreibung des Wappens: Im blauen Schild eine weiße Gans mit goldenem Schnabel und ebenso gefärbte Füßen. Im Schildfuß ein goldenes gemeines Kreuz mit einer Krone darüber.

## Gemeinde
Seit die Gemeinde Merijärvi 1895 als eigenständige Kommune aus dem Gemeindeverband ausschied, umfasst Pyhäjoki neben dem namengebenden Kirchdorf die Orte Etelänkylä (deutsch „Süddorf“), Keskikylä („Mitteldorf“), Limingoja, Parhalahti, Pirttikoski, Pohjankylä („Norddorf“), Viirre und Yppäri.

## Kernkraftwerk
Pyhäjoki wurde als Standort für das dritte Kernkraftwerk des Landes nach den Werken in Loviisa und auf der Halbinsel Olkiluoto ausgewählt, das das finnisch-russische Konsortium Fennovoima errichten will. Die grundsätzliche Zustimmung für das Kernkraftwerk Hanhikivi getaufte Kraftwerk wurde 2010 erteilt. Die Erschließungsarbeiten sollten frühestens Ende 2012 beginnen. Im Oktober 2012 gab E.ON, das mit 34 % am Konsortium beteiligt war, bekannt, diese Anteile verkaufen zu wollen. Damit war die Zukunft des Projektes ungewiss, da davon ausgegangen wurde, dass die 70 kleineren am Konsortium beteiligten Unternehmen die Investitionskosten nicht allein aufbringen können.
2013 wurde ein Vertrag mit Rosatom für den Bau eines WWER-Reaktors unterzeichnet. Das Kraftwerk sollte 2024 in Betrieb gehen. Im April 2015 hat Fennovoima begonnen, 95 Hektar Wald in der Pyhäjoki-Küstenumgebung abzuholzen, ein Fünftel der Gesamtfläche der Halbinsel Olkiluoto. Im April 2021 kündigte Fennovoima an, 2022 eine Baugenehmigung beantragen und 2023 mit dem Bau beginnen zu wollen. Die kommerzielle Inbetriebnahme war für 2029 geplant. Nach dem Russischen Überfall auf die Ukraine 2022 im Februar 2022 erklärte die finnische Ministerpräsidentin Sanna Marin, dass das Projekt, an dem Rosatom auch eine russische Minderheitsbeteiligung hält, nicht fortgesetzt würde.

## Sehenswürdigkeiten
Die nach einer Zeichnung von Carl Ludwig Engel erbaute hölzerne Gemeindekirche von Pyhäjoki brannte 1974 ab. 1977 wurde sie durch einen modernen Bau aus Spannbeton ersetzt.